# Blanchard (North Dakota)
Blanchard ist eine kleine Siedlung und ein census-designated place (CDP) im Traill County im US-Bundesstaat North Dakota. Das U.S. Census Bureau hat bei der Volkszählung 2020 eine Einwohnerzahl von 67 ermittelt.
Blanchard liegt am Nordufer des Elm River im Süden des Countys, etwa 15 km südwestlich von Hillsboro. Hier überquert der North Dakota Highway 18 den Fluss.
Die Siedlung wurde im Jahr 1880 angelegt, als die Northern Pacific Railway eine Bahnstrecke von Casselton nach Norden baute. Später wurde sie als Nebenbahn von der Great Northern Railway betrieben. In der Siedlung wurde vor allem Getreide verladen, das in der ländlich geprägten Region angebaut wurde. 1884 organisierten sich die Townships East und West Blanchard (145 Nord, 51 und 52 West) als Blanchard Township.
Fünf Kilometer westlich von Blanchard befindet sich der rund 629 m hohe KVLY-Mast, das vierthöchste Bauwerk der Erde und der höchste Sendemast der Welt.